# سونات شماره ۸ پیانو (بتهوون)
سونات شمارهٔ ۸ اُپوس ۱۳، که بیشتر با نام سونات پاتِتیک (غم‌انگیز) شناخته می‌شود، نام سوناتی در پیانو ساختهٔ لودویگ فان بتهوون در سال‌های ۱۷۹۷ و ۱۷۹۸ است. این سونات در گام دو مینور نوشته شده و یکی از مشهورترین آثار وی است. بتهوون این سونات را پنج سال پس از آغاز اقامتش در وین، پایتخت اتریش امروزی، و در زمانی که ۲۷ سال داشت نوشت، سپس در ۱۷۹۹ میلادی با اهدا به «کارل آلویس، شاهزاده لیخنوفسکی» آن را منتشر کرد. اگرچه معمولاً تصور می‌شود یکی از معدود آثاری باشد که توسط خود آهنگساز نامگذاری شده‌است، اما در واقع توسط ناشر که تحت تأثیر غوغای غم‌انگیز سونات قرار گرفته بود، به نام «سونات بزرگ غم‌انگیز» (به دلخواه بتهوون) نامگذاری شد.
افراد برجسته در علم موسیقی‌شناسی در این مورد بحث می‌کنند که ممکن است پاتتیک با الهام از سونات پیانوی موتسارت (K. 457) ساخته شده باشد. زیرا هر دو سونات در «دو مینور» و هر سه موومان به‌خصوص موومان دوم، که تم آن به‌طرز چشمگیری شبیه به‌هم هستند.

## موومان‌ها
سونات شامل سه موومان است و حدود ۱۹ دقیقه طول می‌کشد:
I. گراوه در دو مینور
II. آداجیو در لا بمل ماژور
III. روندو: آلگرو در دو مینور

### موومان اول
موومان اول در فرم سونات است. بخش گشایش با سرعت گراوه، کسر میزان (2
2)، تنالیته دو مینور و دارای سه تم است. «تم اول» حرکتی بالارونده دارد که با وسعتی در دو اکتاو همراه است با یک ترمولوی اکتاو و پایدار که با دست چپ اجرا می‌شود. سپس بتهوون از ترکیبی غیرمعمول استفاده می‌کند. زیرا به جای آنکه «تم دوم» را در گام موازی معرفی کند، در می بمل مینور ارایه می‌دهد. تم دوم شاعرانه‌تر، دارای نت‌های زینتی کوتاه، باس آلبرتی و عبور دست‌های چپ و راست از یکدیگر است. «تم سوم» با مدگردی به گام میانی در می بمل ماژور است.
بخش بسط و گسترش از سل مینور شروع می‌شود. در این بخش بتهوون با بازگشت به بخش مقدماتی، قواعد آهنگسازی هایدن را الگو قرار می‌دهد. پس از این ظهور مجددِ «گراوه»، آهنگساز با آماده‌سازی آکورد نمایانِ گسترش یافته، احساس تعلیق ایجاد می‌کند.
بخش بازگشایش، تم‌های «گشایش» را با گام‌های مختلف بازمی‌گرداند. تم‌های اول و سوم در گام پایه (دو مینور) اجرا می‌شوند. سپس «تم دوم» با گام غیر منتظرهٔ فا مینور اجرا گردیده اما بعد از آن به «گام پایه» بر می‌گردد. کدا بسیار چشمگیر است و شامل یادآوری مختصری از «گراوه» قبل از پایان دادن به یک حرکت سریع در کادانس است.

### موومان دوم
موومان دوم نمونهٔ بارزی از «آداجیو» و بسیاری از موومان‌های آهسته در دوره کلاسیک است. ملودی معروف «کانتابیله» (آوازگونه) سه‌بار و همیشه در لا بمل ماژور اجرا می‌شود که با مدگردی، دو قسمت از هم جدا می‌شوند؛ بنابراین موومان به‌جای اینکه در فرمِ متداولِ سونات باشد، یک روندوی ساده است. قسمت اول در قسمت فا مینور (گام نسبی لا بمل ماژور) تنظیم شده‌است که قبل از بازگشت به تم اصلی، در می بمل ماژور مدگردی می‌شود. قسمت دوم در لا بمل مینور آغاز می‌شود و در می ماژور مدگردی انجام می‌گیرد. با بازگشت نهاییِ تم اصلی و نت‌های «تریوله» (سه‌تایی)، همراهی بخشِ دوم پربارتر می‌شود. در انتها یک کودای کوچک وجود دارد.

### موومان سوم
موومان سوم در دو مینور است. تم اصلی این موومان به تم دوم موومان اول شباهت دارد: الگوی ملودیک در چهار نت اول و الگوی ریتمیک در هشت نت اول یکسان است. همچنین یک ملودی تغییر داده شده از موومان دوم نیز وجود دارد که بدین ترتیب هر سه موومان به هم متصل می‌شوند. فرم روندوی این موومان شامل یک کودا هم هست. سه اپیزود فرعی روندو در گام‌های می بمل ماژور، لا بمل ماژور و دو ماژور قرار دارند و استفاده مکرر از اسفورزاندو، تأثیری قدرتمند ایجاد می‌کند.

## یادداشت
1. ↑  Carl Traugott Riedel
2. ↑  Karl Alois, Prince Lichnowsky
3. ↑  Grande sonate pathétique